# Сречко Богдан
Сречко Богдан (сербохорв. Srećko Bogdan, 5 січня 1957, Мурсько Средище) — югославський і хорватський футболіст, після закінчення ігрової кар'єри — футбольний тренер.

## Клубна кар'єра
Починав займатись футболом у клубі «Рудар» з рідного міста Мурсько Средище, згодом також на молодіжному рівні грав за «Чаковець».
На дорослому рівні дебютував у футболці загребського «Динамо», за яке загалом зіграв 595 ігор і забив 125 голів, посівши третє місце у списку гравців загребського клубу за кількістю зіграних матчів. У 1982 році з «Динамо» виграв чемпіонат Югославії, а у 1980 та 1983 роках Кубки країни.
Згодом з 1985 по 1993 рік грав за німецький «Карлсруе», який грав у Другій Бундеслізі. Після двох років у «Карлсруе» став частиною команди, яка виграла «путівку» до Бундесліги і згодом зіграв 169 матчів за клуб у лізі протягом наступних шести сезонів, забивши дев'ять голів. Завершив кар'єру в 1993 році.

## У збірній
Залучався до молодіжної збірної Югославії, з якою став чемпіоном Європи 1978 року.
Наступного року входив до складу олімпійської збірної Югославії, яка виграла футбольний турнір на Середземноморських іграх у Спліті 1979 року.
За національну збірну Югославії провів 11 ігор, дебютувавши 30 січня 1977 року в Боготі проти Колумбії (1:0), а востаннє зіграв 7 червня 1983 року в Люксембурзі проти ФРН.
Хоча Хорватія все ще була частиною СФРЮ до офіційного проголошення незалежності 8 жовтня 1991 року, була створена неофіційна збірна Хорватії, за яку Богдан дебютував 22 грудня 1990 року проти Румунії (2:0), забивши гол, а другий і останній матч провів 19 червня 1991 році проти Словенії.

## Кар'єра тренера
Після завершення кар'єри футболіста працював директором юнацької школи та тренером молодіжних команд «Карлсруе» з 1993 по 1996 рік, а також був помічником тренера у першій команді з 1996 по 2001 рік, після чого у сезоні 2001/02 був головним тренером «Мангайма».
З 2003 року був спортивним директором «Інтера» із Запрешича, а у сезоні 2005/06 був головним тренером першої команди, після чого очолював інші хорватські клуби «Сегеста», «Меджимур'є» та «Савський Мароф».
Влітку 2011 року став директором академії «Інтера» із Запрешича.

## Досягнення
- Чемпіон Югославії: 1981/82
- Володар Кубка Югославії: 1979/80, 1982/83
- Чемпіонат Європи серед молодіжних команд: 1978
- Переможець Середземноморських ігор: 1979